# Обикновена кротушка
Кротушка (Gobio gobio), също воденичарка или дерменджийка, е вид лъчеперка от семейство Шаранови (Cyprinidae).

## Разпространение
Видът е разпространен в Австрия, Беларус, Белгия, България, Великобритания, Германия, Дания, Естония, Латвия, Литва, Лихтенщайн, Люксембург, Нидерландия, Норвегия, Полша, Русия, Словакия, Украйна, Финландия, Франция, Чехия, Швейцария и Швеция. Внесен е в Италия.